# レキシントン (オレゴン州)
レキシントン（Lexington）はオレゴン州モロー郡にある都市。2010年国勢調査によると、人口は238人。ハーミストン・ペンドルトン小都市圏に属する。

## 歴史
地名は初期の入植者ウィリアム・ペンランドの故郷であるケンタッキー州レキシントンから取られた。1885年、この地に郵便局が設置された。1886年、新設されたモロー郡の郡庁所在地を決める議決が行われ、レキシントンはわずか33票差でヘプナーに敗退した。この町は1903年に法人市隣、1910年国勢調査における人口は185人であった。
入植した当初は牧羊が主な産業であったが、現在では小麦農業や牧牛も主要な産業である。

## 地理
レキシントンの標高は440メートル。北にコロンビア川が流れ、南東にはブルーマウンテンがそびえる。オレゴン州道74号線沿いに位置し、ヘプナーの北西14キロメートルにある。ハーミストンの南西61キロメートル、ポートランドの東280キロメートルの位置にある。
ウィロー川が町中を流れており、上流にはヘプナーがある。アメリカ合衆国国勢調査局によると、面積は1.14平方キロメートルで全て陸域である。

## 教育
モロー郡公立学区の本部がレキシントンに立地している。この地区の最も近い公立学校はヘプナーにある。

## 交通
公立空港であるレキシントン空港が町の北に立地している。1週間の平均発着数は85件であり、その多くは農業関連である。